# Владимир Зарев
Владимир Пантелеев Пантев е български писател и редактор, с литературен псевдоним Владимир Зарев.

## Биография
Син е на известния историк и литературен критик акад. Пантелей Зарев и брат на режисьорката Весела Зарева (р. 1943 г.).
Завършва българска филология в Софийския държавен университет (1972). От 1973 е редактор в белетристичния отдел на сп. „Съвременник“. Член на Съюза на българските писатели (СБП). Първия си разказ печата в сп. „Пламък“
Главен редактор е на списание „Съвременник“. Романите му се превеждат на много европейски езици, а „Разруха“ става бестселър в Германия и САЩ.
През 2013 г. ТВ7 пуска сериала „Дървото на живота“, екранизация по романа „Битието“.
На 7 ноември 2017 г. е удостоен с ежегодната Държавна награда „Св. Паисий Хилендарски“ „за изключителния си принос за развитието на националната културна идентичност и духовни ценности“. През март 2019 г. получава орден „Стара планина“ първа степен „за изключително големите му заслуги в областта на културата и изкуството“.
Съпругата му, поетесата Мирела Иванова, е драматург в Народния театър „Иван Вазов“ от 2016 г. Има 3 дъщери.

## Избрана библиография
Автор е на над 15 книги.
Романи
- „Денят на нетърпението“ (1975, 1977)
- „Процесът“ (1984)
- „Хрътката“ (1987)
- „Хрътката срещу хрътката“ (1990)
- „Лето 1850“ (1988)
- „Разруха“ (2003)
- „Поп Богомил и съвършенството на страха“ (2004)
- „Светове“ (2008)
- „Орлов мост“ (2015)
- „Чудовището“ (2019)
- „Объркани в свободата“ (2022)

Трилогия
- „Битието“ (1978)
- „Изходът“ (1983)
- „Законът“ (2012)

Други
- „Ако това е времето“, стихове (1969)
- „Неспокойни чувства“, разкази (1971)
- „Голямата странна градина“, детска повест (1972)
- „Така хубаво, мъчително, безкрайно“, повести (1972)
- „Дунавски новели“ (1974)
- „Изборът“ (1985)

## Филмография
- „Този хубав живот“ (1975) – сценарий
- „Дървото на живота“ (2013 – 2014) – идея